# Березін Максим Михайлович
Макси́м Миха́йлович Бере́зін (рос. Максим Михайлович Березин; 29 січня 1991, м. Іжевськ, СРСР) — російський хокеїст, захисник. Виступає за «Нафтохімік» (Нижньокамськ) у Континентальній хокейній лізі. 
Вихованець хокейної школи «Нафтохімік» (Нижньокамськ). Виступав за «Нафтовик» (Леніногорськ), «Нафтохімік» (Нижньокамськ), «Реактор» (Нижньокамськ), «Дизель» (Пенза). 
У складі молодіжної збірної Росії учасник чемпіонату світу 2011.
Досягнення
- Переможець молодіжного чемпіонату світу (2011).